# وندرش وگل
وندرش وگل (به لاتین: Vendreshë e Vogël) یک منطقهٔ مسکونی در آلبانی است که در استان اسکراپار واقع شده‌است.